# Liste der Bodendenkmale in der Samtgemeinde Boffzen
In der Liste der Bodendenkmale in der Samtgemeinde Boffzen sind die Bodendenkmale der niedersächsischen Samtgemeinde Boffzen aufgeführt. Die Quelle ist der Denkmalatlas Niedersachsen. 

Samtgemeinde Boffzen im Landkreis Holzminden

Der Stand der Liste ist der 1. Februar 2025.

## Allgemein
In den Spalten finden sich folgende Informationen des Bodendenkmales:
| Lage         | geographische Koordinaten                                                           |
| Bezeichnung  | Bezeichnung lt. Denkmalatlas                                                        |
| Beschreibung | Beschreibung lt. Denkmalatlas                                                       |
| ID           | Objekt-ID                                                                           |
| Bild         | Bild, ggf. zusätzlich mit Link zu weiteren Fotos im Medienarchiv Wikimedia Commons. |

## Derental
| Lage                       | Bezeichnung           | Beschreibung                                            | ID       | Bild |
| -------------------------- | --------------------- | ------------------------------------------------------- | -------- | ---- |
| 51° 41′ 3″ N, 9° 25′ 20″ O | Derental 1, Grabhügel | Durchmesser ca. 13 m und Höhe ca. 0,7 m. Flach gewölbt. | 28967933 | BW   |

## Fürstenberg
| Lage                        | Bezeichnung             | Beschreibung | ID       | Bild           |
| --------------------------- | ----------------------- | --- | -------- | -------------- |
| 51° 43′ 49″ N, 9° 24′ 15″ O | Fürstenberg 8, Töpferei | Geländekomplex mit Gartenflächen, ausgegrabene Befunde sind in situ erhalten und jetzt unter einem Dach geschützt. Hier wurde 1747 die erste Porzellanmanufaktur Norddeutschlands durch Herzog Carl I. von Braunschweig-Wolfenbüttel gegründet. Die ersten Brennversuche wurden im Brennhaus an der „Neuen Straße“ durchgeführt, später wurde die Produktion auf das Schloss verlegt. Das alte Brennhaus und die ehemalige Windmühle (späteres Laboratorium) sind noch als Gebäude vorhanden. Weiter südl. außerdem noch die Arbeiterwohnhäuser. | 42077951 | Weitere Bilder |

## Lauenförde
| Lage                        | Bezeichnung               | Beschreibung | ID       | Bild |
| --------------------------- | ------------------------- | --- | -------- | ---- |
| 51° 40′ 17″ N, 9° 25′ 23″ O | Lauenförde 1, Grabhügel   | Durchmesser ca. 11 m und Höhe ca. 0,8 m. Ränder gut abgesetzt.                                                        | 28968294 | BW   |
| 51° 39′ 43″ N, 9° 24′ 34″ O | Lauenförde 15, Steinkreuz | H. ca. 1,4 m, Br. 0,45 m, D. 0,2 – 0,26 m. Auf der Vorderseite Abbildung eines Spatens. Linker Arm leicht beschädigt. | 28968296 | BW   |